# 서로마 제국
서로마 제국(영어: Western Roman Empire)은 로마 제국이 동서로 분할된 395년부터 476년까지 서방 황제의 치하로 존속한 로마 제국의 연속체로, 공식 국호는 이전과 같은 로마 제국(라틴어: Imperium Romanum)이다. 동시기에 함께 분할되어 1453년까지 존속했던 동로마 제국과 달리 서로마 제국은 얼마 지나지 않아 야만족들의 침입과 내분으로 쇠퇴하기 시작하였으며, 결국 476년에 마지막 황제 로물루스 아우구스투스가 친위대장 오도아케르에게 강제 퇴위당하며 멸망하였다.
로마 제국이 능력있는 황제 1명에 의하여 평화로이 공동 통치된 적이 있기는 하였지만, 당시의 일반적인 견해는 로마 제국처럼 방대한 규모의 나라를 1명의 최고 권력자가 통치할 수 없다는 것이었다. 이로 인하여 생긴 내전과 갈등을 모두 겪은 디오클레티아누스 황제는 286년에 제국의 동부와 서부에 정제와 부제를 각각 1명씩 두는 '사두정(Tetrarchy)'이라는 개념을 제국에 도입했다. 사두정 체제 자체는 오래가지 못했으나, 이때 나뉜 동방과 서방 제국은 이후 로마 제국 자체의 분열로 이어지게 되었다. 이후 내분이 이어지고, 중간에 콘스탄티누스 1세가 제국을 재통일하며 안정을 찾는 듯 하였으나 제국은 끊임없이 약해지고 있었다. 395년에 로마 제국의 황제 테오도시우스 1세가 사망하자, 그의 두번째 아들인 호노리우스가 제국의 서부를, 호노리우스의 동복형인 아르카디우스가 제국의 동부를 차지하고 지배하게 되었다. 그후 서로마 제국은 오랫동안 힘을잃었다.
476년에 서로마 제국이 라벤나 전투에서 오도아케르와 게르만족 용병들에게 대패한 이후, 오도아케르는 서로마 제국의 마지막 황제 로물루스 아우구스투스를 폐위시켜버렸고, 첫 이탈리아의 왕으로 등극했다. 480년에 전임 서로마 황제였던 율리우스 네포스마저 암살당하자, 당시 동로마 제국의 황제였던 제논은 서로마 제국의 완전 패망을 선언하고 자신을 로마 제국의 유일한 공식 황제라고 선포하였다. 저명한 학자 에드워드 기번은 서로마 제국이 멸망한 476년을 유럽의 고대와 중세의 분기점으로 보기도 한다. 참고로 서로마 제국 이후 이탈리아에 생겨난, 야만족들에 의하여 건국된 왕국들은 자신들의 국체를 로마에 두고 있다고 생각했으며, 로마 문화에 완전히 융화되어 로마 법을 따르고, 동로마 제국에 대하여 친선 관계를 맺고자 노력하였다. 이후 교황이 카롤루스 대제에게 "서로마 황제"의 관을 수여했으나, 카롤루스 대제가 개국한 카롤루스 제국은 서로마 제국과는 문화적 측면과 정치적 측면, 그리고 지리적 관점에서 서로마 제국을 계승했다고 보기에는 어려움이 있다.

## 배경

### 사두정
디오클레티아누스는 로마 제국을 4등분한 첫 황제였다. 286년, 그는 막시미아누스를 서로마 제국의 정제(Augustus)로 임명하고, 자신은 동로마 제국의 통치를 맡았다. 293년에는 갈레리우스와 콘스탄티우스 클로루스가 각각의 부제(Caesar)로 임명되었다. 이 사두정 체제는 초기에는 제국을 효율적으로 나누었고, 이로 인해 로마 제국은 3세기의 대혼란과 내전에서 일부 벗어날 수 있었다. 막시미아누스는 메디올라눔을 자신의 수도로 삼았고, 클로루스는 트리어를 자신의 수도로 삼았다. 한편 동쪽에서는 갈레리우스가 시르미움을 자신의 수도로, 디오클레티아누스는 니코메디아를 자신의 수도로 삼아 통치하였다. 305년 5월 1일, 디오클레티아누스와 막시미아누스는 퇴위하였고, 갈레리우스와 클로루스가 새로운 정제가 됐다. 그들은 막시미누스 2세와 발레리우스 세베루스를 새로운 부제로 임명, 제국을 함께 다스렸다. 이로 인하여 2차 사두정이 성립되게 된 것이다.
2차 사두정은 콘스탄티우스 클로루스가 306년에 사망했을 때에 끝났다. 클로루스 사후 그의 아들이었던 콘스탄티누스 1세가 브리튼 섬에 주둔하던 군단들의 추대를 받아 서방의 새 정제로 즉위하였으나, 나머지 부제들이 이를 인정하지 않고 이 기회에 서방을 공격하였던 것이다. 그러자 308년, 갈레리우스가 카눈툼에서 회의를 소집하여 로마 제국의 서방을 콘스탄티누스 1세와 리키니우스가 나누어가지는 합의안을 내놓았으나, 사두정을 유지하는 것보다는 로마 제국을 통합하는 것에 더 관심이 있던 콘스탄티누스 1세는 314년에 본격적으로 리키니우스를 공격하기 시작하였다. 콘스탄티누스 1세는 324년 크리소폴리스의 전투에서 리키니우스를 꺾었다. 이후 리키니우스는 테살로니아에 감금되어 있다가, 끝내 살해당했다. 콘스탄티누스 1세는 여기서 더 나아가 동방도 정복하였고, 로마 제국을 대통합하는 데에 성공했다. 그는 터키에 '노바 로마', 즉 새로운 로마인 콘스탄티노플을 세웠고, 로마 제국의 분위기를 일신하기 위하여 콘스탄티노플로 천도했다. 이로서 사두정은 끝났으나, 여전히 제국을 동방과 서방으로 나누어 통치한다는 개념 자체는 남아있었다. 이때문에 콘스탄티누스 1세나 테오도시우스 1세와 같은 강력한 황제들이 등장했을 때에는 그나마 평화가 유지되었으나, 이들이 사망하자 곧바로 내전이 벌어지며 혼란기가 지속되었다. 이때부터 이미 동서 분열의 씨앗이 잉태되었던 것이다.

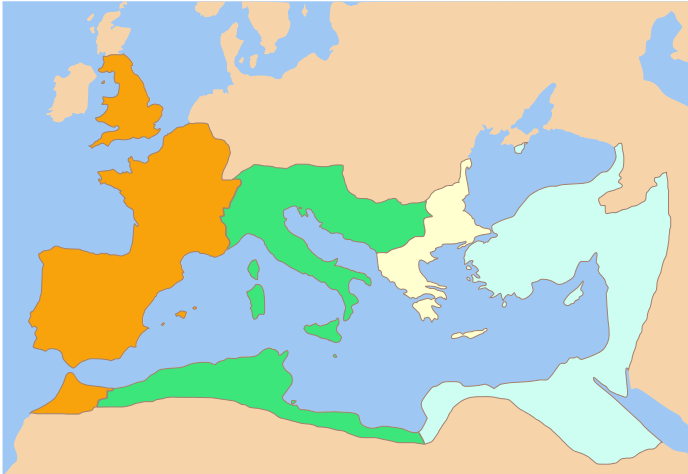
콘스탄티누스 황제 사후의 로마 제국 경계도로, 왼쪽부터 순서대로 각각 콘스탄티누스 2세, 콘스탄스, 달마티우스, 콘스탄티우스가 나누어 통치하였다.

콘스탄티누스 황제가 사망하자, 로마 제국은 그의 남성 후계자들에 의해 조각조각 나뉘게 되었다. 황제의 세 번째 아들인 콘스탄티우스가 콘스탄티노플, 소아시아, 이집트, 트라키아 등을 포함한 로마 제국의 동부를 차지했다. 한편 콘스탄티누스 2세는 브리타니아, 골, 히스파니아 등을 물려받았으며, 막내아들인 콘스탄스는 이탈리아, 아프리카, 일리리쿰, 마케도니아, 아카이아 등을 물려받았다.  나머지 트라키아와 아카이아 등의 지방들은 콘스탄티누스 황제가 그의 사촌인 달마티우스에게 주었으나, 337년에 달마티우스가 암살되고 말았다. 이후 340년에 콘스탄스가 제국 서부 지방을 재통합하는데에 성공하였으나, 찬탈자 마그넨티우스가 반란을 일으켜 350년에 콘스탄스를 죽여버리며 다시 제국은 혼란에 빠져들었다. 다만 마그넨티우스의 세도 오래가지 못했고, 3년 후에 콘스탄티우스에게 패배하고 만다.
콘스탄티우스는 제국 동방에 대부분의 관심을 쏟았다. 그의 재위기에 막 건립된 콘스탄티노플은 갈수록 번영을 누렸으며, 남아있는 제국의 경제력과 군사력을 로마와 이탈리아 반도에서 대부분 끌어오며 나머지 1,000여 년 동안 동로마 제국이 버틸 수 있는 힘을 비축해두었다. 콘스탄티노플을 경유하는 교역로들이 수없이 많이 생겨났으며, 군사 주둔 요새와 황궁, 원로원 시설들이 새롭게 지어졌다. 이렇게 콘스탄티노플이 갈수록 번영하던 것과는 달리, 옛 수도였던 로마는 갈수록 그 중요성을 상실하고 쇠락해만 갔다.
361년에 콘스탄티우스 황제가 병에 걸려 사망한다. 이후에는 콘스탄티우스 황제의 부제(Caesar)이자 콘스탄티우스 클로루스의 손자인 율리아누스가 황위를 물려받았으나, 페르시아 제국과 전투를 벌이다가 전사하고 말았다. 그의 뒤에는 요비아누스가 후임을 이었는데, 그는 오직 9달 밖에 재위하지 못하며 단명했다. 요비아누스가 사망하자 364년에 발렌티니아누스 1세가 황제로 추대되었고, 발렌티니아누스 1세는 즉위 직후에 제국을 2개로 나누어 그의 형제인 발렌스에게 제국의 동부를 맡겼다. 허나 갈수록 제국의 국력이 약해지고 북부에서 야만족들이 쳐들어오기 시작하며 이같은 상황도 얼마 지속되지 못하는데, 376년에 서고트인들이 동고트인들을 피해 달아나며 제국 국경 내부로 침입해 들어왔고, 이를 막을 의지가 없었던 발렌스 황제는 이들을 다뉴브 강을 넘어 발칸 반도 내에 거주하는 것을 허가해 주었다. 허나 이들은 로마 제국이 자신들에게 제대로 된 대우를 해주지 못하는 것에 반감을 품기 시작하였고, 결국 대대적인 반란을 일으켰다. 이들은 아드리아노폴리스 전투에서 로마를 상대로 크게 승리하였고, 발렌스 황제마저 이 전투에서 전사하고 말았다. 이 전투는 로마인들에게 엄청난 충격을 안겨주었고, 이들의 무력을 실감하게 된 로마인들은 기존의 강경책에서 벗어나 고트족들에게 자치를 대거 허락해주는 협상책으로 방향을 돌렸다. 이같은 결정은 결과적으로 고트족들이 자신들만의 세력을 집결시키고 나중에는 제국을 좌지우지 하게 하는 결과를 낳고야 만다.
동부에서 한참 혼란이 가중되고 있던 와중에, 제국의 서부에서는 황제들의 친기독교 정책에 반대하는 움직임이 한참 거세지고 있었다. 대표적인 친기독교 정책을 펼친 그라티아누스 황제는 로마의 전통적인 최고 제사장 직위인 폰티펙스 막시무스 지위를 거절하였고, 승리의 여신을 섬기는 제단을 포로 로마노에서 치워버렸으며 다신교 신앙보다 기독교의 유일신 신앙을 공식적으로 우위에 두었다. 이같은 정책은 여전히 다신교 신앙이 중심이었던 로마 시민들 사이에서 상당한 반발을 불러일으켰다. 나중에 테오도시우스 1세는 테살로니카 칙령을 반포하여 로마 제국에서 기독교를 제외한 모든 종교를 금지시켜버림으로써 이같은 반발이 더 심해지기도 했다.
로마 제국의 정치 상황은 갈수록 악화되어갔다. 383년에는 유명한 장군이었던 마그누스 막시무스가 반란을 일으켜 황위를 찬탈하고 그라티아누스 황제의 이복형제인 발렌티니아누스 2세를 제국 동부 지방으로 쫓아보냈는데, 발렌티니아누스 2세는 당시 로마 동부 지방의 황제였던 테오도시우스 1세에게 원군을 청해 그의 도움을 받아 다시 서부 지방의 통치권을 되찾을 수 있었다. 허나 그도 오랫동안 제위에 앉아있지 못했고, 392년에 프랑크족 장교에게 암살당해 버렸다. 발렌티니아누스 2세가 살해당한 직후에는 유게니우스가 황제로 올랐으나, 이에 반발한 테오도시우스 1세가 다시 군대를 몰고 서부 지방으로 침공해 들어오면서 대대적인 전투가 벌어졌다. 이 파괴적인 내전에서 또다시 테오도시우스 1세가 승리하였고, 그는 서부 지방을 점령한 후에 죽기 직전까지 자신이 직접 통치하였다. 이로 인해 테오도시우스 1세는 로마 제국의 동부와 서부 지방을 동시에 다스린 마지막 황제로 남았다.
로마 황제 테오도시우스 1세는 약해진 황제의 통치력으로는 더 이상 로마 제국을 혼자서 통치할 수 없다고 생각하고 제국을 동서로 나눠 자신의 아들들에게 통치를 맡겼는데, 이로서 로마 제국이 공식적으로 서로마 제국과 동로마 제국으로 나누어지게 된다. 더 나이가 많은 자식이었던 아르카디우스는 제국의 동방을 물려받았고, 상대적으로 어렸던 호노리우스는 제국의 서방을 물려받았다. 호노리우스는 반은 로마인 혈통이고 반은 야만족 혈통이었던 스틸리코를 최고 사령관으로 임명하여 군사권을 맡게 하였고, 정치인 루피누스에게 내정을 일임하면서 거의 정치에 개입하지 않았다. 스틸리코와 루피누스는 자연히 최고 권력자 지위를 놓고 경쟁을 벌이기 시작하였고, 이 둘의 갈등은 로마 군단이 제국 국경 내부로 이민해들어오려는 야만족 수 천명을 대학살한 이후에 이에 반발한 알라리크 1세가 반란을 일으키면서 대대적으로 터져나오게 된다.
동로마 제국과 서로마 제국 모두 알라리크 1세의 군대에 맞설 충분한 군대가 없었고, 오히려 알라리크 1세를 끌여들여 서로를 치게 하려는 생각이나 하고 있었다. 한편 이와중에 알라리크 1세가 이탈리아 반도로 남진해 들어오자, 군사를 책임지고 있던 스틸리코는 라인 강에 주둔하던 군단들을 이탈리아 반도로 끌어와 겨우 이를 막아내는 데에 성공하였다. 허나 라인 강 군단이 철수하자, 기회만을 노리고 있던 야만족들이 대대적으로 국경을 넘어 약탈과 학살을 일삼자 갈리아 지방의 민심이 크게 흉흉해졌고, 결국 스틸리코는 이에 책임을 지고 호노리우스 황제에 의해 408년에 처형당하고 말았다. 상대적으로 동로마 제국이 느리게나마 회복을 하면서 힘을 수복하고 있었던 반면, 알라리크 1세와의 전쟁은 서로마 제국을 거의 탈진 상태로 전락하게 만들었다. 게다가 410년에는 로마의 대약탈(Sack of Rome)이 일어나면서 서로마 제국은 완전히 국력이 하락세로 들어서고 말았다.

## 역사

### 호노리우스의 통치
테오도시우스 황제의 아들인 호노리우스는 393년 1월 23일에 아버지와 함께 제국의 황제로 등극하였다. 테오도시우스 황제가 사망하자, 호노리우스는 10세의 어린 나이로 제국의 서부 지방을 통째로 물려받았다. 서로마 제국의 초기 수도는 이전부터 그렇게 해왔듯이 메디올라눔이었으나, 알라리크 1세가 이탈리아 반도 내부까지 들어오면서 나중에는 라벤나로 천도하였다. 라벤나는 상대적으로 습지에 둘러싸여 있고, 성벽도 견고하며 항구와 가까워 동로마 제국으로부터의 지원 함대와도 연락이 용이하였으나, 상대적으로 이탈리아 반도 중부를 수비하기가 어려워진다는 단점이 있었다. 라벤나는 이후 최후의 황제인 로물루스 아우구스투스(합법적으로 최후의 황제는 율리우스 네포스로 동로마 황제 레오 1세의 지원을 받으며 480년까지 버텼고 또한 갈리아 북부에선 서로마 장군 출신 시아그리우스가 '로마인의 왕'을 자처하며 486년까지 버티고 있었다.)가 74년 후에 쫓겨날 때까지 계속 서로마 제국의 수도로 남았고, 그 후에도  동고트 왕국과 라벤나 총독부의 수도로 남았다.
수도를 로마에서부터 메디올라눔이나 라벤나로 천도했음에도 불구하고, 서로마 제국의 경제적 중심은 단연히 로마와 부유한 로마 원로원 의원들이 차지하고 있던 이탈리아와 북아프리카 지방이었다. 3세기 중반에 원로원 의원들이 사병들을 소유하는 것이 금지된 이후, 원로원 고위 계급들은 군사 생활에 관심을 잃어버렸고 5세기 즈음에 이르자 자신들이 소유한 농노들을 징집하는 것을 거부하면서 제국의 군사력을 갈수록 깎아나갔다. 또한 서로마 제국 시기 들어서는 제국군을 유지하기 위하여 세금을 추가적으로 더 내는 것도 거부하면서 재정 상황을 악화시켰다. 이때문에 서로마 제국의 군사력은 이탈리아가 아닌 갈리아 지방과 히스타니아 지방에 크게 의존했고, 특히 트리어 지방은 나중에 군사 수도 역할도 하게 되었다. 또한 로마인들이 갈수록 군대에 흥미를 잃으며 군사 지휘관들이 대거 과거의 야만족 출신 인사들로 채워지기 시작하였다.
호노리우스의 재위기는 당시의 기준으로 보았을 때에도 가히 내우외환이 겹친 최악의 시대였다. 395년에는 알라리크 1세가 이끈 서고트족이 일리리쿰에서 봉기를 일으켰으며, 2년 후에는 아프리카 총독이었던 길도가 반란을 일으켜 아프리카에서도 전쟁이 일어났다. 당대 군지휘관이었던 스틸리코는 길도를 꺾기 위하여 전투를 벌였으나, 전투를 벌이던 도중 알라리크 1세가 이탈리아 본토 내부로 진입했다는 급보를 받고 급히 라인 강 유역과 브리타니아 지방에서 대부분의 군대를 빼내어 이탈리아 반도로 향했다. 그는 알라리크 1세를 두 번이나 꺾는 데에 성공했고, 일리리아로 퇴각하도록 몰아붙였다.

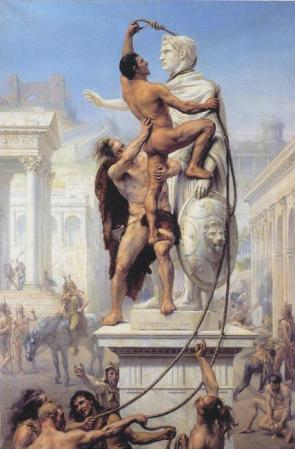
410년 로마의 약탈

스틸리코가 라인 강 유역에서 빼낸 군대로 그나마 알라리크 1세를 격퇴하고 있던 사이, 방어군이 사라진 국경 지대는 그야말로 대혼돈에 빠지게 되었다. 시시탐탐 기회만을 노리고 있던 라인 강 북부의 야만족들은 즉시 남하하여 갈리아 지방을 약탈하였으며, 주둔군이 사라진 브리타니아 지방에서는 콘스탄티누스 3세 등을 포함하여 수많은 반란자들이 일어나 스스로 황제를 참칭하거나 브리타니아를 자신의 영향력 내에 넣기 위해 사투를 벌였다. 그럼에도 불구하고 서로마 제국은 더 이상 브리튼 섬과 같은 벽지에까지 관심을 쏟을 여유가 없었고, 이때문에 410년에 이르자 브리타니아 지방은 거의 제국의 손이 닿지 않는 지방으로 전락하였다. 또한 라인 강 접경지도 갈수록 군사력이 약화되어 수에비 족, 반달족, 알란족 등이 침입하게 되었다.
호노리우스 황제는 이와중에 스틸리코가 반역을 꾀하고 있다는 재상 올림피우스의 꼬임에 설득당한다. 결국 황제는 408년에 스틸리코를 반역죄로 체포, 처형해버렸으며, 이는 스틸리코를 믿고 따랐던 수많은 군사들이 변심하여 알라리크 1세의 편에 서도록 만들었다. 알라리크 1세는 409년에 이탈리아 반도로 재진군했고, 이번에는 저번과 다르게 거의 저항을 받지 않았다. 호노리우스는 동로마 제국의 6개 군단은 지원병으로 요청하고 나름대로 군을 운용하는 등 최선을 다해 막아보지만, 결국 협상도 410년에 결렬되었고 알라리크 1세는 로마를 약탈해버렸다. 이때의 약탈은 이후의 약탈들보다 상대적으로 온건하였으며, 피해도 크지 않았지만 로마 제국의 상징적 수도라는 로마가 기원전 4세기 이후 처음으로 약탈당했다는 사실만으로 로마인들에게 엄청난 충격을 주기에는 충분했다. 이때문에 당시 동로마 제국의 황제였던 테오도시우스 2세는 콘스탄티노플에 3일간의 애도 기간을 선포하기도 하였다.
그동안 외세의 침입을 막아왔던 스틸리코가 처형당하자, 서로마 제국은 갈수록 혼란에 빠져들었다. 브리튼 섬에서 봉기한 콘스탄티누스 3세는 황제를 참칭하고 브리타니아 지방을 약탈하였고, 407년에는 함대를 이끌고 바다를 건너 갈리아 지방까지 침입하였다. 440년 이후에는 색슨족 여러 이민족들이 제국의 국경을 넘어와 영구적인 정착지를 세우기 시작하였으며, 콘스탄티우스 3세를 도저히 막을 힘이 없었던 호노리우스가 그를 공동 황제로 인정하자 서로마 제국의 기강은 무너져만 갔다. 이후 콘스탄티누스 3세의 히스파니아 지방의 장군인 게론티우스가 황위를 찬탈하고자 또다시 반란을 일으키자, 호노리우스는 당시 휘하 장군이었던 콘스탄티우스 3세의 도움을 받고서야 겨우 반란을 진압할 수 있었다. 호노리우스는 콘스탄티우스 3세의 도움을 받아 게론티우스를 물리친 뒤 얼마 지나지 않아 콘스탄티누스 3세도 숙청하는 데에 성공하였다. 콘스탄티우스 3세가 이탈리아 반도로 군대를 이끌고 돌아가자, 갈리아 지방에서는 원로원 의원인 요비누스가 반란을 일으켜 참칭하였다. 직후 호노리우스는 서고트족의 아타울프에게 원병을 청했고, 아타울프는 413년에 요비누스의 군대를 꺾었다. 한편 아프리카에서도 반란이 일어나 이탈리아 반도 내부로 진입하려 들었으나, 이 시도도 실패하였다.
수많은 반란들을 거치며 로마 군단의 힘이 갈수록 깎여나가자, 갈리아 북부 지방은 갈수록 프랑크족의 영향권 내부로 편입되어갔다. 프랑크족이 점차 이 지역에서 주도권을 쥐기 시작하였고, 호노리우스 황제가 418년에 남서부 갈리아 지방을 서고트인들에게 봉토로 주면서 이는 더욱 가속화되었다. 호노리우스는 이전의 황제가 임명한 총독들을 소환하고 대신 이민족 족장들과 왕들이 스스로 자치를 하도록 허가하였고, 이로 인하여 첫 야만왕국인 서고트 왕국이 건국되었다.

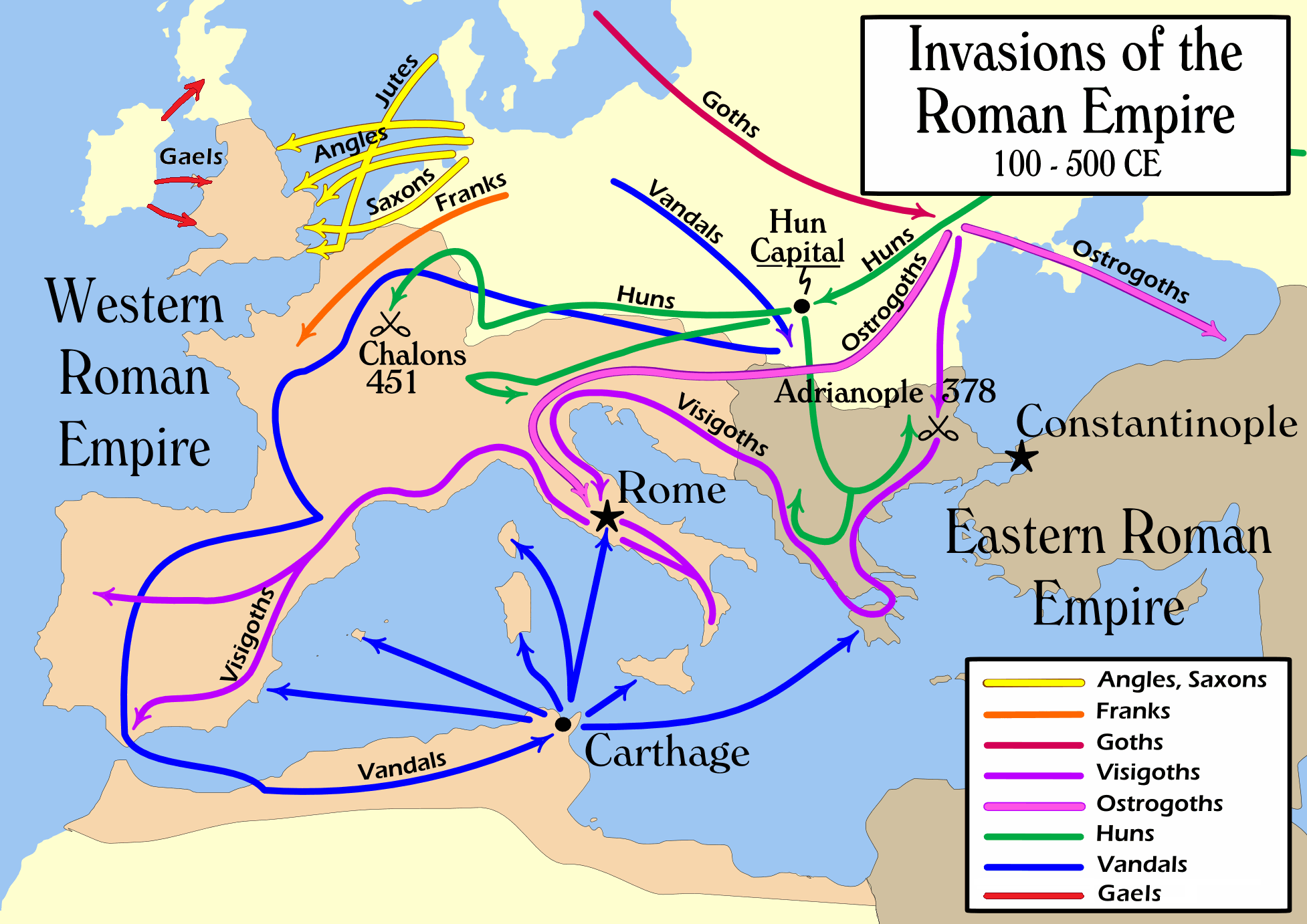
야만족의 침입 경로

### 야만족의 침입
호노리우스 황제가 423년에 사망한 이후, 동로마 제국의 황제였던 테오도시우스 2세는 발렌티니아누스 3세를 새로운 서로마의 황제로 임명하고 테오도시우스 1세의 딸이었던 갈라 플라시디아를 섭정으로 임명하여 그를 보좌하게 하였다. 허나 테오도시우스 2세가 이 과정에서 호노리우스의 죽음을 반포하고 새 황제를 즉위시키는 절차에서 잠시 머뭇거렸던 사이에, 서로마 제국 자체에서 요하네스가 황제를 자칭하고 나섰으나 동로마 제국의 막강한 군대를 견디지 못하고 얼마 지나지 않아 잡혀 425년에 살해당했다.
발렌티니아누스 3세의 즉위 이후, 플라비우스 아에티우스가 쟁쟁한 경쟁자들을 꺾고 서로마 제국의 최고 군사령관의 지위를 따내는 데에 성공하였다. 그는 훈족 동맹들의 힘을 빌려 서로마 제국의 군사력을 일부나마 회복하는 데에 성공하였으며, 아에티우스는 훈족의 도움을 받아 갈리아 지방에 대대적인 원정을 펼쳐 437년과 438년에 서고트족을 진압하였다. 그러나 439년에는 이들에게 패하면서 결국 '전쟁 이전 상태'로 상황을 돌려놓기로 합의하면서 평화 조약을 맺었다.
아에티우스가 갈리아 지방을 평정하는 동안, 아프리카 총독이었던 보니파시우스가 반란을 일으켰다. 이로 인하여 반달 족이 대거 스페인 지방에서 아프리카로 건너갔으며, 잠시 모로코 지방에서 머문 뒤에 점차 동진하기 시작하였다. 이들이 지나가는 족족 보이는 도시들을 약탈하고 불태웠음에도 불구하고, 대부분의 군대를 갈리아 원정에 보내버린 서로마 제국은 이를 지켜만 보고 있어야만 했고 결국 가장 부유한 아프리카 지방을 모두 잃고 말았다. 439년 10월에는 북아프리카의 최대 거점인 카르타고 시가 함락되었고, 이후 반달 왕국이 세워졌다. 400년대 이래 이탈리아 반도와 로마 시가 이 북아프리카 지방에서 걷히는 세금과 곡물에 꽤나 의존하고 있던 터라, 북아프리카 속주를 잃어버린 것은 서로마 제국에게 매우 뼈아픈 타격이었으며 반달 왕국은 함대를 조직하여 지중해에서의 해상 무역을 위협하면서 이 위험은 더욱 가중되었다. 아에티우스는 로마로 돌아와 시칠리아 섬에 440년부터 대대적인 함대를 편성하기 시작하며 이 반달 왕국을 멸망시키기 위한 계획을 세웠다.
허나 북아프리카 재수복 계획은 444년에 훈족이 아틸라의 지휘 아래에 대침입을 벌이며 중단되고 말았다. 훈족을 동맹으로 여기고 있던 서로마 제국은 뒤통수를 맞아 제대로 대처하는 데에 실패하였고, 아에티우스는 시칠리아 주둔군을 다뉴브 강 유역으로 이동시켰다. 다만 아틸라는 초기에 동로마 제국의 발칸 반도의 도시들을 약탈하는 데에 더 치중했고, 서로마 제국은 덕분에 한숨을 돌릴 수 있었다. 그러나 449년, 발렌티아누스 3세의 누이였던 호노리아가 권력 투쟁에서 밀리자 아틸라에게 청혼하였고, 만일 그가 자신을 구해준다면 서로마 제국의 절반을 지참금으로 주겠다고 제안하였다. 마음이 동한 아틸라는 동로마 제국과 평화 조약을 맺었고, 451년 초에 라인 강을 건너 서로마 제국으로 진군하였다. 훈족의 대군이 밀려오자 제국의 명장이었던 아에티우스는 게르만과 로마의 군사를 모아 대대적인 방어전을 벌였고, 카탈라우눔 전투에서 대승을 거두며 아틸라를 다시 헝가리 지방으로 쫓아보내는 데에 성공하였다.
아틸라는 이후에도 452년에 군대를 재결집하여 이탈리아 본토를 재침공하였다. 이 때에는 아에티우스가 이들을 막을 만한 군대를 동원하는 데에 실패했고, 로마 시로 향하는 길은 아틸라의 손에 그대로 떨어지고 말았다. 발렌티니아누스 황제는 교황 레오 1세과 두 명의 원로원 의원들을 보내 협상을 시도하였고, 훈족은 전염병, 동로마 제국의 원군 소식, 다뉴브 강 지역의 반란 등 악재가 연이어 겹치자 서둘러 협상을 타결하고 본거지로 돌아갔다. 453년에 아틸라가 미상의 이유로 갑작스레 사망하자, 그의 뒤를 잇기 위해 자식들이 피비린내나는 다툼을 벌였고, 자연스레 훈족의 세력은 크게 약화되며 더 이상 서로마 제국을 위협할 수 없는 상태로 추락하였다.

### 내부 불안정
발렌티아누스 3세는 아에티우스의 군사적 업적에 위협을 느꼈고, 원로원 의원 페트로니우스 막시무스 등 주위의 꼬드김을 받아 결국 그를 죽이기로 결심하였다. 아에티우스가 재정 보고를 위하여 수도 라벤나를 방문하였을 때에, 황제는 그를 알현하는 자리에서 갑자기 옥좌에서 일어나 더 이상 그의 꼭두각시로 살지 않을 것이라 외치면서 비무장 상태였던 아에티우스의 머리를 칼로 찔러 그자리에서 직접 살해하였다. 그러나 발렌티아누스 3세는 아에티우스를 죽인 후 얼마 되지 않아 페트로니우스를 추종하는 군 장교에 의해 살해당하고, 이로 인하여 테오도시우스 왕조가 끝나게 된다. 이후 페트로니우스는 황제로 즉위하였으나, 제국의 내부 불안정은 갈수록 증폭되어만 갔다.
페트로니우스는 안그래도 불안정한 제국을 통치할 만한 능력이 부족했다. 그는 반달족의 왕이었던 가이세리크의 아들과 발렌티니우스 3세의 딸의 약혼을 파기시켜버렸는데, 이는 가이세리크에게는 엄청난 모욕으로 다가왔고 전쟁을 일으킬만한 빌미로 충분했다. 가이세리크는 함대를 이끌고 로마로 진군했고, 놀란 페트로니우스는 로마에서 탈출하려 하였으나 분노한 로마 시민들에 제압되어 사망하였다. 페트로니우스는 11주 밖에 통치하지 못했다. 황제가 죽은 이후, 교황 레오 1세는 로마 성문 밖으로 나가 제발 로마 시민들을 함부로 죽이거나 건물들을 무너뜨리지 말라고 간청하였고, 가이세리크는 이를 받아들이는 대신에 막대한 양의 보물들을 로마 시에서 약탈해갔다. 이 로마 약탈로 인하여 로마의 최고 신전이었던 유피테르 옵티무스 막시무스 신전이 피해를 입었으며, 또다시 제국의 상징적 수도인 로마가 약탈되었다는 사실은 사람들에게 엄청난 충격을 주었다.
페트로니우스 사후, 그의 휘하 장군이었던 아비투스가 고트족의 왕이었던 테오도릭 2세의 지명을 받아 황제로 즉위하였고, 이후 원로원의 승인을 받았다. 아비투스는 갈리아와 반달족의 지지를 받았으나, 무역과 식량 수송로를 반달족에게 맡기고 친위대에 야만족들을 대거 채워넣는 등 반로마적인 행동을 계속하며 로마 시민들과 이탈리아 반도에서는 엄청난 반발을 샀다. 그는 대중의 압박을 받아 친위대를 해산시켜야만 했고, 이 혼란기에 수에비 출신의 군인 리키메르가 아비투스를 살해해버렸다. 서로마 제국의 황제가 죽은 이후에도 동로마 제국의 황제였던 레오 1세는 새 황제를 지명하지 않았고, 이로 인해 유력한 장군이었던 마요리아누스가 게르만족을 무찌르는 전과를 세운 후 스스로 황제를 주장하게 되었다. 이후 레오 1세도 그를 새 서로마의 황제로 인정하였다.
마요리아누스는 군사력으로 서로마 제국의 국경을 확장하려 한 최후의 황제였다. 그는 로마군의 전력을 크게 증강시켰으며, 게피드족, 서고트족, 훈족, 수에비족, 알란족 등 야만족들을 대거 병사로 영입하며 군대의 수를 크게 불렸다. 또한 강력한 반달 왕국의 함대와 맞서기 위하여 2개의 함대를 꾸려 라벤나 등지에 주둔시켰다. 마요리아누스는 리키메르를 이탈리아에 남겨둔 채로 아비투스 사후 자신을 정식 황제로 인정하지 않고 있던 갈리아와 히스파니아로 원정을 떠났다. 마요리아누스는 아렐레테 전투에서 서고트 족과 테오도릭 2세를 꺾었으며, 자치권을 박탈하여 제국의 통치를 확립하였다. 그 후에는 론 계곡으로 들어가 반란군들을 평정하였으며, 이로 인하여 갈리아 지방을 안정화시켰다. 마요리아누스는 갈리아를 복속시킨 직후, 아프리카에 도사리면서 지중해의 무역을 위협하고 황제를 무시하고 있던 반달 왕국에 눈을 돌렸다. 그는 아프리카로 진출하기 위하여 인접한 히스파니아 지방을 공략하기 시작했는데, 그는 459년까지 수에비 족과 맞서 싸우며 히스파니아 북서부 지방을 끝끝내 평정하는 데에 성공했다.
마요리아누스가 점차 제국의 힘을 되찾기 시작하자 반달 왕국은 급속도로 두려움에 빠지고 말았다. 그들은 황제에게 사절을 보내 협상을 제의하였으나, 마요리아누스는 이를 거절하였다. 반달 왕국은 심지어 자국 내의 항구를 파괴하면서까지 로마군의 상륙을 막기 위해 애쓸 정도였다. 마요리아누스는 히스파니아를 되찾은 이후 함대를 이용하여 반달 왕국을 치려 하였으나, 반달족에게 돈을 받은 반역자들이 함대를 침몰시키면서 결국 협상을 할 수 밖에 없었다. 마요리아누스는 반달족과 평화 협상을 맺은 직후, 로마로 돌아와 개혁을 하려 들었으나 그동안 로마에 머무르면서 반란 세력들을 모아온 리키메르에 의해 체포되어 5일 동안 심한 고문을 받은 끝에 461년에 이리아 강 근처에서 목이 베이고 말았다.

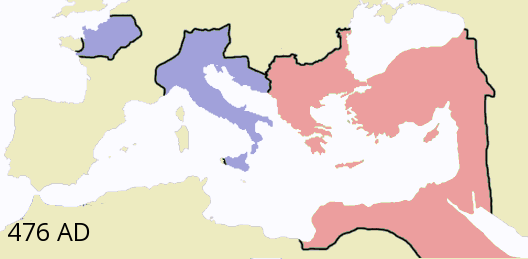
476년 경 서로마 제국과 동로마 제국의 판도

### 멸망
마요리아누스 사후, 서로마 제국은 급속도로 무너져갔다. 야만족의 피가 섞인 탓에 스스로 황제에 오르지 못했던 리키메르는 대신 꼭두각시 황제들을 내세우며 막후의 실세로 남았고, 리키메르가 자신의 사욕만을 채우면서 제국은 몰락에 가속도가 붙었다. 서로마 제국은 마요리아누스가 회복한 영토들을 다시 잃었으며, 고위층들의 부정부패는 날로 심각해져갔다. 리키메르가 마요리아누스 사후 처음으로 내세운 황제였던 리비우스 세베루스는 이탈리아 밖에서는 인지도가 매우 떨어졌고, 이때문에 동로마의 황제였던 레오 1세와 갈리아, 일리리아 등의 총독들은 그를 정식 황제로 인정해주기를 거부하였다.
세베루스는 465년에 죽었고, 레오 1세는 리키메르와 협상 끝에 유능한 동로마 장군 안테미우스를 새로운 서로마 황제로 임명하였다. 안테미우스는 즉위 이후에도 동로마와 좋은 관계를 유지하였고, 아프리카 속주 영토를 되찾기 위하여 동로마 군대와 협력하기도 하였다. 또한 서고트족을 상대로 원정을 벌여 그들 세력 확장을 저지하려고 했으나 실패하고 말았다. 안테미우스는 동로마 황제가 동등한 자격으로 공인한 마지막 서로마 황제였다.
한편 안테미우스는 리키메르와 계속해서 갈등을 겪었고, 약 2년 간 심각한 내분 끝에 리키메르는 안테미우스를 쫓아내서 죽였으며, 472년에 올리브리우스를 새로운 황제로 세웠다. 올리브리우스가 즉위한 지 얼마 되지않아 리키메르가 세상을 떠났고, 그의 조가인 군도바드가 그의 지위를 이었다. 한편 올리브리우스는 부종으로 즉위한 지 7개월 만에 죽었고, 군도바드는 대신 글리세리우스를 새로운 서로마 황제로 옹립했다. 이 와중에 동로마 제국은 올리브리우스와 글리세리우스 모두 황제로 인하기를 거부했고, 달마티아의 율리우스 네포스를 독자적으로 새로운 황제로 공인했다. 율리우스 네포스는 레오 2세와 제논 황제 도움을 받아 474년 봄에 아드리아해를 건넜으며, 이탈리아에 도착한 직후에는 싸움없이 제위를 물려받아 황제로 즉위하였다. 한편 글리세리우스는 살로나 주교로 편안히 여생을 이어가도록 허락받았다고 한다.
네포스 통치는 475년에 아틸라의 전 장군이자 율리우스 네포스의 군사령관이었던 오레스테스가 반란을 일으키면서 끝난다. 율리우스 네포스는 라벤나를 빼앗긴 채 달마티아로 배를 타고 달아났고, 같은 해에 오레스테스는 자신의 어린 아들을 로물루스 아우구스투스라는 이름으로 새 황제로 즉위시켰다. 동로마 황제는 로물루스 아우구스투스를 정식 서로마 황제로 인정하지 않았으며, 오직 달마티아에 은신한 율리우스 네포스만을 공식 황제로 인정했다.
476년 9월 4일에는 이탈리아의 게르만족 군사령관이었던 오도아케르가 오레스테스를 죽이고 로물루스 아우구스투스를 퇴위시켜 버렸다. 로물루스가 퇴위당한 이후에도 율리우스 네포스는 라벤나로 돌아오지 않았고, 달마티아에서 동로마 지원을 받으며 허울뿐인 서로마 황제로 군림했다. 오도아케르는 자신을 이탈리아의 통치자로 주장했고, 동로마 황제 제논에게 협상 사절단을 보내 정통성을 허락받으려 하였다. 제논은 오도아케르의 권위를 인정해주었고, 원로원 작위를 주었으며 동로마 제국의 이탈리아 총독으로 임명하였다. 다만 정당한 서로마 황제인 율리우스 네포스를 황제로 인정하고, 그를 경제적으로 지원해야만 한다는 내용도 함께 약속받았다. 이를 받아들인 오도아케르는 네포스의 이름으로 동전을 발행하여 전 이탈리아에 유통시켰으나 네포스에게 실질적인 영토나 권력은 넘겨주지 않으며 교묘한 정치적 기만작전을 펼쳤다. 480년에 율리우스 네포스가 살해당하자 오도아케르는 달마티아를 침공하였으며, 오도아케르 왕국에 편입시켰다.

## 유산
서로마 제국이 완전히 몰락한 직후에도, 그 자리를 차지한 게르만족 왕들은 여전히 로마법을 따랐으며 로마의 문화를 선진문화로 여기며 적극적으로 수용했다. 대다수의 게르만 부족들은 아리우스파를 따르기는 했지만 어찌되었든 기독교로 개종하였으며, 나중에는 로마 교황의 권위에 복종하였다. 이같은 개종은 기존의 로마인들이 이들을 더 잘 융화되게 도와주었으며, 교회가 게르만 왕국들에 협력하게 해주면서 안정을 빠르게 되찾아주었다. 또한 게르만족들은 초기에는 부족법과 관습법을 따랐으나, 나중에 가면 갈수록 체계적인 로마법을 받아들였고 나중에는 이 로마법을 유스티니아누스 대제가 집대성하며 현재 약 150여 개국에서 사용되고 있는 대륙법으로 발전하기도 했다.
로마 제국의 언어였던 라틴어도 사라지지 않았다. 라틴어는 이후 게르만어와 결합되어 이탈리아어, 프랑스어, 스페인어, 포르투갈어, 루마니아어, 그 외 다수의 언어들로 발전하였으며, 이를 로망스 언어라고 한다. 현재 대략 9억 명에 달하는 사람들이 로망스어를 사용하는 것으로 알려져 있다. 라틴어는 영어와 독일어 같은 게르만계 언어에도 영향을 주었다. 특히 가톨릭 교회에서는 라틴어를 제례용 언어로 삼아 고전기의 순수한 형태로 보존하였는데, 1969년까지 교회에서는 라틴어로 미사를 보았으며 18세기까지는 외교, 약학, 법률학 등의 학문 분야에서 국제 공용어로 사용되었을 정도로 그 사용 빈도가 상당히 잦았다. 라틴어의 사용은 영어와 프랑스어가 이후 크게 약진하며 줄어들기는 하였으나, 지금까지도 막대한 영향력을 가지고 있으며 이때문에 서양의 학교에서는 라틴어가 필수 과목인 경우도 있다. 다만 시간이 흐르면서 라틴 알파벳도 변화를 겪었는데, 알파벳 I가 I와 J로 나누어졌으며, V는 V와 U로 나누어졌고 일부 게르만어권에서는 W도 분화되어 갈라져 나왔다. 또한 로마 숫자도 어느 정도 사용되었으나, 나중에는 아라비아 숫자가 그 편리성 덕분에 점차 로마 숫자를 밀어내고 더 널리 사용되었다.
서로마 제국의 가장 큰 문화적 유산은 가톨릭 종교였다. 제국이 망한 후에도 가톨릭은 사라지지 않았으며, 5세기 즈음에는 점차 로마 문화를 밀어내고 서유럽의 중심으로 떠오르며 국가 간의 분쟁을 조절하고 왕들을 지배하는 위치로 떠올랐다. 심지어 로마가 수많은 차례 게르만 야만족들, 그리고 유럽의 국왕들에게 침략당해 짓밟혔을 때에도 서부, 중부, 북부 유럽인들 대부분은 기독교를 신봉하였으며, 로마의 교황을 그리스도의 대리인으로 인정하였다. 로마 교회로 처음으로 개종한 야만족 국왕은 프랑크족의 클로비스 1세이며, 나중에는 서고트 족도 로마 교황의 권위를 빌리기 위하여 교회에게 충성을 맹세하였다.
교황의 권위는 상당히 오랫동안 지속되었는데, 특히 레오 3세가 샤를마뉴 대제에게 서로마 황제의 관을 씌워주면서 그 정점을 찍었다. 다만 이 행위는 당시 유일한 로마 제국 황제를 자처하던 동로마 제국의 격분을 불러왔으며, 동유럽과 서유럽의 관계가 완전히 틀어지는 계기를 낳았다. 레오 3세는 직후 유럽의 그 어떠한 황제도 교황의 인정 없이는 즉위할 수 없다고 못박았고, 바티칸 시국의 최고 권력자로서 이탈리아 중부에 방대한 크기의 교황령을 설치하고 오랫동안 스스로 통치하였다. 교황은 서로마 제국이 멸망하기 전부터 이미 '폰티펙스 막시무스', 즉 로마의 전통적인 최고 종교 지도자의 직함을 가지고 있었는데, 심지어 현대에까지 이 직함을 유지하고 있다. 이 칭호는 유럽에서 가장 영예로운 칭호들 중 하나로, 이 영예를 누렸던 사람들 중에 가장 유명한 사람들 중에는 로마의 율리우스 카이사르가 있다.
로마 원로원은 제국이 망한 이후에도 살아남는 데에 성공했다. 원로원은 오도아케르와 그 후임 서고트 국왕들의 시기에도 상당한 명예를 누리며 권력을 유지해나갔는데, 나중에는 이들의 힘이 꽤나 강력해져서 심지어 498년에는 이탈리아의 왕이 지지하는 교황 후보였던 대립교황 라우렌시오를 반대하고 심마쿠스를 교황직으로 올리기까지 하였다. 원로원이 언제 공식적으로 폐지되었는지에 대해서는 정확한 기록이 없으나, 최소한 6세기까지는 존속했을 것으로 추정하고 있다. 로마의 원로원 건물은 630년에 교황 호노리오 1세의 명령으로 나중에 성당으로 그 용도가 전환되었다.

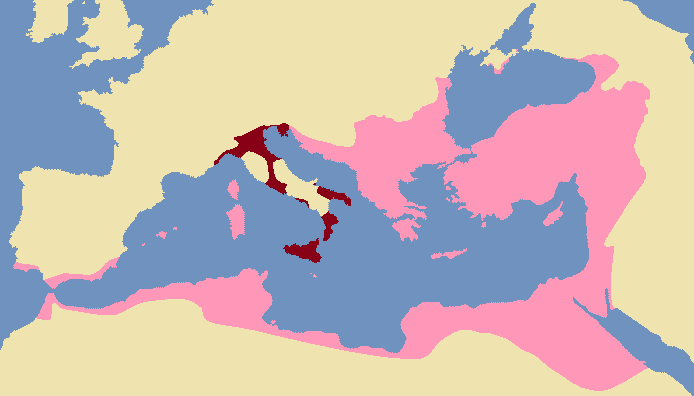
600년 경 라벤나 총독부의 영토

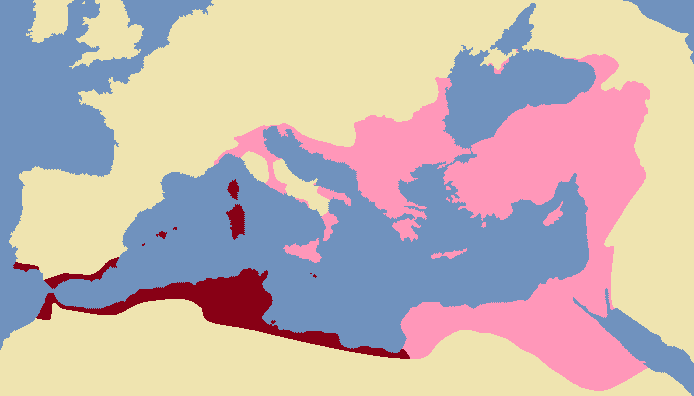
600년 경 북아프리카 총독부의 영토

### 부활 시도
동로마 제국의 제논 황제는 480년에 옛 서로마 제국의 영토에 대한 통제권을 완전히 상실한 직후에 디오클레티아누스 황제 시절부터 내려져오던 동로마와 서로마의 황제 직위를 폐지하고 홀로 유일한 로마의 황제를 주장하였다. 제논은 옛 로마 제국 동부 거의 대부분을 실질적으로, 그리고 오도아케르 치하의 이탈리아 반도를 명목상으로 지배하였다고 전해진다. 나중에 유스티니아누스 대제가 대대적인 재수복 전쟁을 펼치면서 옛 로마 제국 서부 지방들을 상당히 되찾는 데에 성공하였으나, 지나치게 방대한 영토 때문에 지배의 한계를 느꼈을 뿐만 아니라 전염병, 그리고 반군들이 연이어 등장하면서 결국 다시 옛 영토로 후퇴하고 말았다.
서로마 제국의 황제 칭호가 완전히 사라진 이후에, 처음으로 황제위 부활을 공식적으로 추진한 때는 고트 전쟁 시기이다. 이때 유스티니아누스 대제는 이탈리아에 유능한 장군 벨리사리우스를 파견하여 북아프리카 지역과 이탈리아 반도를 수복하게 하였는데, 벨리사리우스가 서고트족이 점거하고 있던 라벤나를 맹공하자 궁지에 몰린 서고트족이 벨리사리우스에게 서로마 황제직을 제안하면서 평화 협상을 요구한 것이다. 다만 유스티니아누스 대제는 당시 이 사실에 대하여 전혀 듣지 못하였으며, 이탈리아 반도를 재수복한 이후에는 자신이 유일한 황제로서 통치를 할 생각이었다. 한편 벨리사리우스 장군은 기만 전술을 펼쳐 이 제안을 받아들이는 척하며 라벤나로 입성하였고, 그 이후에 서고트족들을 모두 살해하며 전투를 승리로 이끌었다. 다만 유스티니아누스 대제는 이 소식을 전해들은 이후에 그를 의심하기 시작하였고, 결국 그를 다시 동부로 불러들였다.
582년에 동로마 제국의 티베리우스 2세가 죽었을 때 즈음, 이때만 해도 동로마 제국은 유스티니아누스 대제 시절에 재점령한 옛 서부 지역의 영토를 상당히 보존하고 있었다. 티베리우스 황제는 2명의 부제를 선정하여 그의 딸들을 이들과 결혼시켰는데, 이들중 1명은 동부 지방과 연고가 깊었고 1명은 서부 지방과 연고가 깊었다. 이때문에 고고학계에서는 티베리우스 황제가 이들에게 각각 제국의 서부와 동부 지방을 나누어 맡기려고 하였다고 추정하고 있다. 그러나 이 계획은 실현되지 못했는데, 티베리우스 황제 사후 부제들 중 1명이 황위를 거부하면서 나머지 1명이 제국 전체를 그대로 물려받았기 때문이었다. 이후에 즉위한 황제는 '총독부'라는 새로운 행정 단위를 만들어 남아있는 서부 지역들을 라벤나 총독부와 북아프리카 총독부로 나누어 관할하게 하였다.

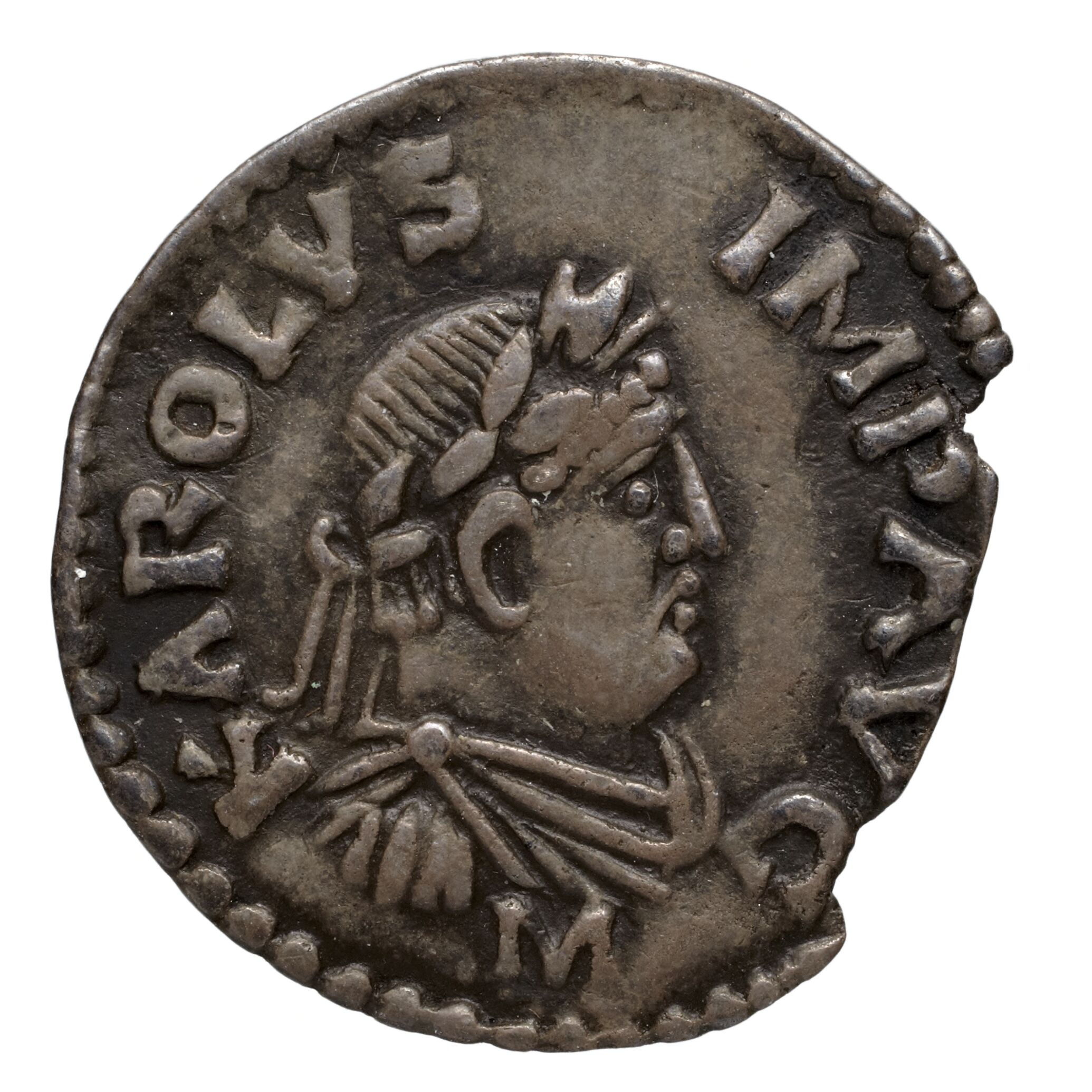
샤를마뉴 대제가 800년도에 발행한 데나리우스 동전

### 서유럽의 황제
로마 제국의 '거대하고 통일된 기독교 제국'이라는 영광은 로마가 망한 이후에도 수많은 서유럽의 지배자들에게 나름대로의 로망을 불러일으켰다. 800년에 샤를마뉴 대제가 교황에 의하여 '모든 로마인들의 황제'로 즉위한 이후, 서유럽 세계는 샤를마뉴의 프랑크 왕국을 새로운 로마 제국으로 인식하였다. 다만 888년에 카롤링거 왕조가 망하였으며, 924년에는 샤를마뉴의 황제위를 승계한 마지막 계승자인 베렌가리우스 1세가 924년에 사망하면서 일시적으로 '로마의 황제'라는 칭호도 맥이 끊겼다.
다만 962년에 신성로마제국이 생겨나면서 다시 '로마의 황제'라는 칭호가 부활하였으며, 신성로마제국 황제는 스스로를 '옛 로마 제국 황제의 권위와 영토를 계승한 합법한 국왕'이라고 부르기도 하였다. 이 칭호는 1806년에 나폴레옹이 신성로마제국을 멸망시키기 직전까지도 여전히 유지되었다.
여기에서 중요하게 알아두어야 할 것이 있는데, 샤를마뉴 대제와 레오 3세는 스스로를 '서로마 제국'의 황제로 부르지 않았고 '로마 제국' 전체의 유일하고 정당한 황제라고 불렀다. 다만 아랍 세계와 유럽 세계 상당수는 동로마 제국을 유일한 로마의 황제로 칭했고, 이에 대한 정통성에 의심을 품지 않았다. 이때문에 샤를마뉴 대제와 레오 3세도 이에 대해 경계를 많이 하였는데, 레오 3세는 당시 자신의 아들 콘스탄티노스 6세를 쫓아내고 동로마를 다스리고 있던 이레네 여황을 역적이라고 비판하였으며 동로마 황제는 그저 공허한 명칭이라고 싸잡아 멸하하였다. 레오 3세가 샤를마뉴 대제를 아우구스투스 로물루스의 후계자로 임명하지 않았으며, 콘스탄티노스 6세의 계승자로 임명한 것도 이와 유사한 맥락이었다. 당시 유일한 로마 황제로 인정되던 동로마 황제의 정통성을 빌어오려고 한 것이다. 다만 이레네 여황이 쫓겨난 이후에 즉위한 니키포로스 1세는 샤를마뉴 대제의 황제위를 당연히 인정하지 않았다. 이후 몇 번의 전쟁을 거친 후, 810년에 드디어 미카엘 1세는 서로마의 '황제' 직함을 인정은 해주었으나 '로마의 황제'가 아닌 '프랑크족의 황제' 정도로만 인정해주었다. 카롤링거 왕조와 동로마 제국은 끊임없이 서로를 비판하며 스스로가 유일한 로마의 황제라고 자칭했는데, 이때문에 동로마 제국은 카롤링거 왕조를 '프랑크족의 황제'로 불렀으며 카롤링거 왕조는 그 반대로 동로마 제국을 '그리스인의 황제'라고 불렀다.
1453년에 동로마 제국이 마침내 멸망하고 1805년에 신성로마제국마저 멸망하자, '황제'라는 칭호는 서유럽 군주들 사이에서 자주 사용되기 시작했다. 합스부르크 가문이 옛 신성로마제국의 영토를 상당수 수복하자, 이들은 스스로를 신성로마제국의 계승자로 칭하고 오스트리아 제국을 세웠으며 1871년에 건국된 독일 제국도 신성로마제국 황가와의 연관성을 근거로 들며 황제를 주장하였다. 다만 이 제국들 모두 제1차 세계대전 이후 멸망하였고, 한편 동로마 제국을 승계하였다고 주장한 오스만 제국과 러시아 제국도 유사한 시기에 멸망하고야 말았다. 이로써 유럽에서의 황제위는 마침내 사라지게 된다.

## 역대 황제
- 호노리우스 (395년~423년)
- 요하네스 (423년~425년)
- 발렌티니아누스 3세 (425년~455년)
- 페트로니우스 막시무스 (455년)
- 아비투스 (456년~457년)
- 마요리아누스 (457년~461년)
- 리비우스 세베루스 (461년~465년)
- 안테미우스 (467년~472년)
- 올리브리우스 (472년)
- 글리케리우스 (473년~474년)
- 율리우스 네포스 (474년~475년)
- 로물루스 아우구스투스 (475년~476년0

## 같이 보기
- 고대 로마사
- 로마 제국
- 로마 황제 연대표